# Lockout
Lockout ist der englische Ausdruck für Aussperrung. Er wird im deutschen Sprachraum gelegentlich verwendet, um entsprechende Aktionen im nordamerikanischen Profisport zu bezeichnen, zum Beispiel in der NBA, NFL oder NHL.
Ein Lockout ist eine Aktion seitens der Teambesitzer im US-Sport (ähnlich der Aussperrung im deutschen Streikrecht). Anders als in Europa werden grundlegende Vertragseinzelheiten zwischen Spielern und Vereinen durch eine Spielergewerkschaft und Vertreter der Ligavereine ausgearbeitet. Unter anderem werden dort Gehaltsobergrenzen und Werberechte der Spieler festgelegt. Können sich die Parteien nicht einigen, kann es zum Streik einzelner Spieler kommen oder die Liga kann einen Lockout verhängen, der zu einer verkürzten Spielzeit oder zur Absage der gesamten Saison führen kann.

## Lockouts

### NHL
- 1994/95 – Während der heute „Lockout-Season“ genannten Spielzeit konnten sich die Teameigner und die Spielergewerkschaft NHLPA nicht über die Erneuerung des NHL Collective Bargaining Agreement einigen. Alle 38 Interkonferenzspiele fielen deswegen aus und die reguläre Spielsaison hatte nur 48 Spiele.[1] Die europäischen Clubs profitierten von diesem Lockout, weil viele NHL-Spieler derweil in Europa spielten.
- 2004/05 – Als sich Spieler und Clubs auf kein neues Vertragswerk einigen konnten, stand bereits am 15. September 2004 fest, dass auch die Saison 2004/05 höchstens stark verkürzt stattfinden würde, weshalb auch in dieser Spielzeit viele NHL-Profis zu europäischen Vereinen wechselten. Am 16. Februar 2005 gab der NHL-Commissioner (Beauftragter) Gary Bettman schließlich die komplette Saisonabsage bekannt. Danach gab es neue Verhandlungen zwischen NHL und NHLPA, um die nächste Saison komplett austragen zu können. Diese Verhandlungen waren am 13. Juli erfolgreich, als sich beide Parteien einigen konnten.[2]
- 2012/13 – Als sich Spieler und Clubs vor dem Auslaufen des Tarifvertrages von 2005 nicht auf einen neuen einigen konnten, sperrten die Teambesitzer die Spieler am 15. September 2012 aus.[3]

### NBA
- Der Lockout im Vorfeld der NBA-Saison 1995/96 war der erste von vier Lockouts in der Geschichte der National Basketball Association (NBA). Der Expansion Draft am 24. Juni 1995 und der NBA Draft am 28. Juni 1995 durften stattfinden, aber alle anderen Ligageschäfte, einschließlich Tauschgeschäften, Unterzeichnung von Spielerverträgen, Vertragsverlängerungen und Sommerligen wurden vom 1. Juli 1995 bis zum 12. September 1995 ausgesetzt. Auf die Anzahl der Partien in der Saison 1995/96 selbst hatte der Lockout keinen Einfluss, da rechtzeitig vor Beginn der Saison ein neuer Tarifvertrag abgeschlossen wurde.[4]
- Der Lockout im Vorfeld der NBA-Saison 1996/97 war der zweite von vier Lockouts in der Geschichte der NBA. Er begann und endete am 10. Juli 1996. Die Aussperrung wurde verhängt, nachdem die Liga und die Spielergewerkschaft keine Einigung über eine Gewinnbeteiligung in Höhe von 50 Millionen US-Dollar aus den Fernseheinnahmen erzielen konnten. Die Liga verlangte, dass 50 Prozent der Gewinne für die Spielergehälter verwendet werden sollten, während die Gewerkschaft auf einen höheren Anteil drängte. Nach mehrstündigen Gesprächen erklärte sich die Liga bereit, in den letzten vier Jahren des sechsjährigen Tarifvertrags zusätzliche 14 Millionen Dollar pro Saison aus den Fernseheinnahmen auf die Gehaltsobergrenze anzurechnen. Die Vereinbarung zur Beendigung der Aussperrung wurde wenige Stunden nach Beginn der Aussperrung bekannt gegeben.[5]
- 1998/99 – Die Saison begann erst Anfang Februar 1999 und musste von 82 auf 50 Spiele verkürzt werden.[6] Das NBA All-Star Game, das normalerweise Mitte Februar stattfindet, fiel aus.[7] Die NBA-Profis verweigerten auch den Dienst in der Nationalmannschaft. So mussten die Vereinigten Staaten bei der Basketball-Weltmeisterschaft 1998 mit Spielern aus niedrigeren Ligen wie der CBA oder den College-Spielklassen sowie Akteuren aus Europa antreten.
- 2011/12 – Der Tarifvertrag von 2005 lief zum 1. Juli 2011 aus, ohne dass die Klubbesitzer und die Spielergewerkschaft NBPA in der Aushandlung eines neuen Vertrags eine Einigkeit erzielten.[8] Strittig waren unter anderem die Höhe der darin vorgesehenen Gehaltskürzungen der Spieler sowie die Festsetzung einer festen Obergrenze an Gehältern pro Mannschaft („hard cap“). Bis auf weiteres ruhte damit der gesamte Trainings- und Spielbetrieb,[9] die für Anfang Juli eingeplante NBA Summer League war bereits am 18. Juni abgesagt worden. Nachdem der Spielplan für den November hatte abgesagt werden müssen und die Spielergewerkschaft ein erneutes Angebot abgelehnt hatte, wurde diese am 15. November 2011 aufgelöst. Ein monatelanger Rechtsstreit zwischen Spielern und ihren Klubs drohte die gesamte Saison ausfallen zu lassen. Am 26. November 2011 trafen sich Mitglieder der aufgelösten Spielergewerkschaft sowie Klubbesitzer und einigten sich auf ein vorläufig neues Collective-Bargaining-Agreement. Nachdem die Spielergewerkschaft am 2. Dezember 2011 wiedergegründet worden war, wurde der Vertrag am 8. Dezember 2011 von beiden Seiten ratifiziert, so dass am 9. Dezember der offizielle Spielbetrieb wieder aufgenommen wurde. Der Start der neuen Saison wurde auf den 25. Dezember 2011 festgelegt. Anstatt der regulären 82 Spiele werden 66 Regular-Season-Spiele pro Mannschaft ausgetragen.[10]

### NFL
- 2011 – Nachdem sich die beiden Parteien März 2011 nicht auf einen neuen Vertrag hatten einigen können, verhängte die NFL einen Lockout.[11] Am 25. Juli 2011 konnten sich beide Parteien auf einen 10-jährigen Arbeitsvertrag einigen.[12]